# Конрад III фон Шмидтбург
Конрад III фон Шмидтбург (на немски: Konrad III Wildgraf von Schmidtburg; * пр. 1280; † между 18 октомври 1303 и 29 ноември 1305) от фамилията на вилдграфовете фон Даун и Кирбург, е вилдграф на Шмидтбург в долината на река Ханенбах в района на Бад Кройцнах в Рейнланд-Пфалц.

## Произход и наследство
Той е четвъртият син на вилдграф Емих II фон Кирбург-Шмидтбург († пр.1284) и съпругата му графиня Елизабет фон Монфор († сл. 1269), вдовица на граф Манеголд фон Неленбург († 1229/1234) и на граф Хайнрих I Зигеберт фон Верд, ландграф в Долен Елзас († 1238), дъщеря на граф Хуго I фон Брегенц-Монфор († 1230/1234) и Мехтилд фон Ванген († 1218). Племенник е на Герхард I († 1259), архиепископ на Майнц (1251 – 1259) и Конрад II († 1279), епископ на Фрайзинг (1258 – 1279).
Брат е на вилдграф Готфрид II фон Кирбург, преим. Руоф фон Кирбург († 1298), Емих фон Кирбург († 1311), епископ на Фрайзинг (1283 – 1311), и на Фридрих фон Кирбург († сл. 1309/1310), велик приор тамплиер в Горна Германия.
През 1258 г. родът на вилдграфовете се разделя на линиите „Даун и Кирбург“, от които през 1284 г. се отделя „линията Шмидтбург“, която обаче измира през 1330 г. Заради фамилни конфликти, Шмидтбург отива на Курфюрство Трир. Наследниците на линиите Кирбург и Даун правят опити в три битки до 1342 г. без успех да спечелят обратно Шмидтбург.

## Фамилия
Конрад III фон Шмидтбург се жени за Катарина (Йохана) фон Горен Залм († сл. 1314), дъщеря на граф Хайнрих IV фон Залм († 1292) и Лаурета фон Близкастел (1212 – 1269). Те имат двама сина:
- Емих III фон Шмидтбург († ок. 1304/пр. 1314)
- Хайнрих фон Шмидтбург († 1329/пр. 8 септември 1330), вилдграф фон Шмидтбург, женен за Гертруд Шенк фон Ербах (* пр. 1330), дъщеря на шенк Еберхард VII фон Ербах († 1327) и Имагина фон Спонхайм-Кройцнах († 1341)

Вдовицата му Катарина (Йохана) фон Залм се омъжва втори път сл. 29 ноември 1305 г. за вилдграф Йохан фон Даун-Грумбах († 1349/1350).